# Karel Finek
Karel Finek (ur. 12 września 1913 w Zabořicach lub 27 maja 1920 w Hradcu Králové, zm. 8 września 1989) – czechosłowacki piłkarz występujący na pozycji bramkarza oraz trener piłkarski.

## Kariera klubowa
Finek karierę rozpoczynał jako junior w drużynie Olympii Hradec Králové. W wieku 18 lat zmienił klub na SK Baťov a następnie przeniósł się do Pragii, gdzie reprezentował barwy Slavii. W drużynie ze stolicy rozegrał sześć sezonów, zdobywając dwa tytuły mistrzowskie. Podczas meczu reprezentacji Czechosłowacji z Francją, mimo przegranej, pokazał się z na tyle dobrej strony, że został zaangażowany przez francuską drużynę AS Saint-Étienne, w której rozegrał 28 spotkań. Karierę zawodniczą skończył w 1949 roku w zespole Le Mans FC.

## Kariera reprezentacyjna
Finek rozegrał dwa spotkania towarzyskie w reprezentacji Czechosłowacji. Zadebiutował 7 kwietnia 1946 na stadionie Stade Colombes w Paryżu, w przegranym 0:3 meczu z Francją. Wystąpił jeszcze w również przegranym spotkaniu z Jugosławią 9 maja 1946 w Pradze.
| Mecze i gole w reprezentacji | Mecze i gole w reprezentacji | Mecze i gole w reprezentacji | Mecze i gole w reprezentacji | Mecze i gole w reprezentacji | Mecze i gole w reprezentacji | Mecze i gole w reprezentacji |
| Czechosłowacja               | Czechosłowacja               | Czechosłowacja               | Czechosłowacja               | Czechosłowacja               | Czechosłowacja               | Czechosłowacja               |
| Lp.                          | Data                         | Miasto                       | Przeciwnik                   | Gol                          | Wynik                        | Rozgrywki                    |
| ---------------------------- | ---------------------------- | ---------------------------- | ---------------------------- | ---------------------------- | ---------------------------- | ---------------------------- |
| 1.                           | 07.04.1946                   | Paryż                        | Francja                      |                              | 0:3                          | mecz towarzyski              |
| 2.                           | 09.05.1946                   | Praga                        | Jugosławia                   |                              | 0:2                          | mecz towarzyski              |

## Sukcesy

### Slavia Praga
- Mistrzostwo Czechosłowacji: 1941/1942, 1942/1943

## Kariera trenerska
Po zakończeniu kariery piłkarskiej we Francji powrócił do Czechosłowacji gdzie zrobił kurs trenerski. W 1956 rozpoczął pracę w drugoligowej Cracovii, którą trenował przez dwa sezony. Później pracował również w Śląsku Wrocław, w 1959 powrócił w roli trenera do praskiej Slavii, w której pracował do 1960. Następnie przyjechał do Krakowa, gdzie trenował: Wisłę, przez pół roku Cracovię, później Garbarnię. Następnie wrócił do Pragi, gdzie ponownie został trenerem Slavii. W 1965 Finek wyemigrował do RFN, gdzie trenował jeszcze drużyny:SpVgg Weiden i FC Amberg.